# Флотація апатитових руд

Флотація апатитових руд

## Сировинна база
Родовища фосфатної сировини за мінералого-петрографічними ознаками поділяють на апатитові й фосфоритові. 
Апатитові й апатитвмісні родовища за умовами утворення поділяють на ендогенні, екзогенні та метаморфізовані. Серед ендогенних розрізняють магматичні, карбонатитові, пегматитові, контактово-метасоматичні, гідротермальні й вулкано-осадові родовища, які об’єднують у декілька рудних формацій. Вони пов'язані з магматичними гірськими породами центральних інтрузій апатитових нефелінових сієнітів, ультраосновних лужних порід, лужних габроїдів, луж-них і нефелінових сієнітів. До екзогенних належать родовища вивітрювання. Метаморфізовані родовища приурочені до апатит-кварц-діопсидової та апатит-доломітової формацій. Найбільше промислове значення відіграють магматичні й карбонатитові родовища. В Україні апатитові руди є в Запорізькій, Харківській, Чернігівській та Івано-Франківській областях.
Усі мінерали апатитових руд є полярними несульфідними мінералами, їхні флотаційні властивості близькі якісно, але відрізняються кількісно. Чітко виражений йонний характер зв'язків у кристалічній ґратці цих мінералів обумовлює їхню високу хімічну активність щодо збирачів аніонного типу і одночасно високу природну гідрофільність.
Апатитові руди майже всіх родовищ є продуктом вторинних змін рядових руд у тектонічно зруйнованих зонах. У цих рудах апатит, як правило, незмінний. Але нефелін під дією різних гідротермальних процесів сильно зруйнований і утворює скупчення тонколускатих глиноподібних мінералів, які при дробленні й подрібненні дають велику кількість високодисперсних шламів, що шкодять флотації. За вмістом Р2О5 апатитові руди розділяють на багаті (понад 18 %), бідні (5—8 %) й убогі (3—5 %). У комплексних рудах апатит може бути присутнім як головний компонент (або один з головних), як другорядний або як супутня домішка. Видобуток апатитових руд здійснюється як відкритим, так і підземним способом. До легкозбагачуваних належать апатит-силікатні руди (апатит-нефелінові, апатит-егіринові та ін.), до важкозбагачуваних — карбонатні та руди кори вивітрювання.

## Технологічна схема збагачення апатиту
Технологічна схема збагачення апатиту (рис. ) включає три стадії дроблення в конусних дробарках у відкритому циклі з попереднім грохоченням у кожній стадії.
Дроблена до 30 мм руда надходить на подрібнення в кульових млинах до крупності 45—55 % класу — 0,074 мм. Подрібнена руда надходить на флотацію, яка є основним методом збагачення апатитових руд. Схема флотації включає основну, контрольну і три перечисні операції. Основний реагент-збирач при флотації апатиту — омилена суміш дистильованого талового масла, сирого талового масла, вторинного масляного гудрону, окисненого петролатуму та технічних жирних кислот. Ця суміш має властивості не тільки збирача, але й спінювача. Для повноти омилення компонентів суміші створюється надлишкова лужність розчину. Реагент омилювач (150—200 г/т) подається в основну і контрольну флотацію. Для підвищення ефективності процесу флотації застосовують також реагенти-регулятори — рідке скло (50—200 г/т) і поверхнево-активний реагент — ОП-4 (5—20 г/т). Оптимальні умови флотації досягаються в пульпі при рН = 9,5–10. Лужність пульпи регулюється подачею в основну флотацію їдкого натру або соди (70—80 г/т). 
Флотаційний апатитовий концентрат, що містить 45—50 % твердого, спрямовують на фільтрування в барабанні вакуум-фільтри з внутрішньою фільтрувальною поверхнею. Для інтенсифікації процесу фільтрування подається коагулянт — 20—30 %-ний розчин залізного купоросу. Осад вакуум-фільтрів сушать у барабанних сушарках до вологості 0,5—1,5 %. Гази, що відходять з сушарок, перед видаленням в атмосферу піддають чотиристадійному очищенню від пилу. Коефіцієнт корисної дії системи пиловловлення складає 99,8—99,9 %. 
Піски контрольної класифікації і злив знешламлювання є відвальними продуктами. Злив контрольної класифікації і піски знешламлення після згущення спрямовують на флотацію (зворотну). Як збирач застосовують сире талове масло (1—2,5 кг/т), як регулятор рН середовища — їдкий натр (1 кг/т). Флотаційний нефеліновий концентрат (камерний продукт) доводять магнітною сепарацією на барабанних сепараторах для виділення сильномагнітних мінералів. Концентрат спрямовують на фільтрування в барабанні вакуум-фільтри з внутрішньою фільтрувальною поверхнею. Для інтенсифікації процесу фільтрування подається коагулянт – хлористий кальцій (2 кг/т). Осад вакуум-фільтрів сушать у барабанних сушарках до вологості 0,5—1,5 %. Гази, що відходять з сушарок, перед видаленням в атмосферу піддають тристадійному очищенню від пилу.
З апатитових руд усіх типів можна одержати концентрати зі вмістом 30 % і більше при вилученні до 98 %. 
Апатит в основному використовують для виробництва фосфорних добрив (суперфосфату, амофосу та ін.). Крім того, апатит слугує сировиною для виробництва фосфатної кислоти, жовтого фосфору, різних солей; застосовується в металургійній, керамічній, скляній та хімічній промисловостях.